# Michel III Chichman Asen
Michel III Chichman (en bulgare : Михаил III Шишман), ou simplement Michel Chichman, né à une date inconnue et mort en juillet 1330  à la bataille de Velbajd, est tsar de Bulgarie de 1323 à sa mort. Noble d'origine coumane, il est le premier souverain de la maison Chichman à accéder au trône bulgare. Il règne d'abord sur un petit royaume centré autour de Vidin en tant que vassal de la Serbie. À la mort de Georges II Terter, il est choisi pour lui succéder.
Il implique l'Empire bulgare dans la guerre civile qui oppose l'empereur byzantin Andronic II Paléologue à son petit-fils Andronic III. D'abord allié au second puis au premier, il envoie une troupe sous les murs de Constantinople en 1328 mais fait finalement la paix avec le vainqueur, Andronic III. Il se porte ensuite contre la Serbie de Stefan Uroš III mais meurt à la bataille de Velbajd.

## Biographie
Michel Chichman était le fils du boyard Shishman, despote et tsar de Vidin, et d’une fille anonyme du Sébastocrator Pierre et d’Anna une fille d’Ivan Asen II. Il se rattachait donc par sa mère à la dynastie des Asenides.
Il était co-tsar avec son père du semi-indépendant Tsarat de Vidin. Après sa mort (vers 1308 - 1311) il lui a succédé comme tsar de Vidin.
Il est élu tsar de Bulgarie à Tarnovo en juin 1323 après la mort brutale du jeune Georges II Terter.
Pour confirmer ses droits au trône il avait répudiée son épouse serbe Anna Nada une fille du roi Stefan Uroš II Milutin pour convoler en 1324 avec Théodora Paléologue la veuve de Théodore Svetoslav qui était une fille de l’ancien empereur associé Michel IX Paléologue (mort en 1320) .
Lors du début de la guerre civile entre Andronic II Paléologue et son petit-fils Andronic III Paléologue les souverains de Serbie et de Bulgarie se rangèrent chacun dans un camp. Michel III Chichman se lia avec son beau-frère le jeune Andronic et en mai 1327 il signa avec lui un traité qui prévoyait son soutien si celui-ci l’aidait contre les Serbes, partisans d’Andronic II Paléologue.
Après la déposition de l’empereur Andronic II Paléologue en mai 1328, Michel III Chichman renia ses engagements et envahit la Thrace du nord avec une armée de Bulgares et de Mongols dès juin 1328. Le nouvel empereur Andronic III Paléologue réagit rapidement il marche avec ses groupes contre les bulgares et s’empare d’une forteresse frontalière. Michel III Chichman  jugea prudent de signer un traité de non agression à Andrinople en 1330.
Pendant cette période, les relations avec la Serbie s’étaient fortement détériorées et le tsar Michel III Chichman est tué est lorsque les bulgares sont écrasés lors le 23 juillet 1330 lors de la bataille de Kjustendil par les armées Serbes de Stefan Uroš III Dečanski. Ce dernier chasse la reine Théodora Paléologue et impose comme tsar son neveu Ivan Stefan sous la régence de sa mère Anna Neda.

## Union et descendance
Michel III Chichman avait contracté deux unions :
1. avec Anna Neda fille du roi Serbe Stefan Uroš II Milutin qu'il répudie, dont: Ivan Stefan;
2. en 1324 avec Théodora Paléologue fille de Michel IX Paléologue et veuve de Todor Svetoslav.